# 오키나와현
오키나와현(일본어: 沖縄県 오키나와켄[*])은 일본 최남단에 있는 현으로, 류큐 열도 중에 이오토리섬 및 북위 27도 이남에 속하는 섬들과 다이토 제도를 관할한다. 현청 소재지는 오키나와섬의 가장 큰 도시인 나하시(那覇市)이다.

## 개요

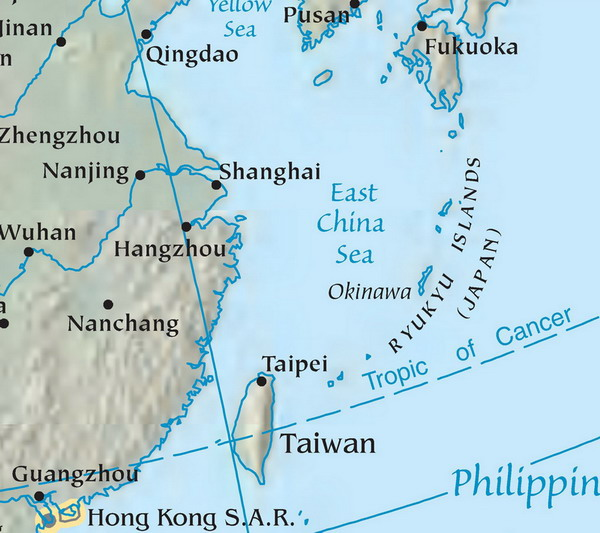
류큐 제도의 위치

일본의 남쪽, 류큐 열도 가운데 이오토리섬 및 북위 27도 이남과 다이토 제도에 위치한 지역으로, 일본 행정 구역상으로는 중국과 일본의 영토 분쟁 지역인 센카쿠 열도/댜오위다오도 아우른다. 기후는 야에야마 제도에선 최한월 평균 기온이 18℃ 이상 되는 열대 기후이며 다른 지역은 온대 기후를 보인다.
가고시마현의 사쓰난 제도를 제외한 남서 제도의 섬들(오키나와 제도, 센토 제도, 다이토 제도)로 구성되어 있으며, 동중국해와 태평양에 둘러싸여 있다. 면적은 2,281㎢로 일본 도도부현 중에서는 가가와현, 오사카부, 도쿄도에 이어 4위이며, 사람이 거주하는 일본 최남단 지역을 포함하고 있는 현이기도 하다.
인구의 약 90%는 오키나와 본섬에 집중되어 있으며, 본섬 중남부에 현 인구의 80%가 집중되어 있다. 나하시 중심부는 3대 대도시권에 버금가는 인구 밀도가 있다.
거의 전 지역이 아열대 기후이며, 일부는 열대 기후에 속한다. 연중 온난한 기후로 최저기온이 영하로 내려가는 일이 거의 없다. 해상 수송로 및 군사적 요충지로서 중요한 위치에 위치하여 다수의 주일미군 기지가 존재한다. 주요 미군 시설로는 가데나 비행장, 후텐마 비행장, 캠프 버틀러 등이 있다.
역사적으로는 메이지 시대의 류큐의 본토 병합까지 일본과 청나라 양쪽의 문화가 혼합되었다. 그 때문에 본토의 도도부현과는 다른 문화와 풍속을 유지하고 있으며 관광 산업이 지역 주민의 소득 대부분을 이룬다. 일본에서 장수 지역으로 잘 알려져 있다. 다만 식생활 면에서 전후 미국의 통치 기간의 영향을 받아 평균 수명이 감소하기도 했다.
일본 국내에서는 위도가 낮고 위에서 언급한 바와 같이 온화한 기후 풍토와 문화의 특성으로 일본 굴지의 휴양지가 되어 일본인의 여름 관광지로 자리매김했다. 특히 2001년 TV 드라마 '츄라상' 방영 이후 오키나와 문화가 붐을 넘어 오키나와 문화에 대한 인식이 외부에서도 친숙하게 자리잡으면서 외부 관광객과 이주민도 크게 늘어났다. 오키나와현도 문화 체험, 오키나와 요리, 레저, 해양 스포츠와 전쟁 유적 등을 강점으로 관광 분야에 특히 힘을 쏟고 있다. 오키나와 전체로 봤을 때 세계적인 인지도는 높다고 할 수 없지만, 자마미섬만 미슐랭 그린 가이드 재팬 2스타를 획득하고 국가정화공원이 되면서 해외에서도 일본의 관광명소로 크게 소개되어 일정한 인지도를 얻고 있다.
오키나와의 산업 비중을 보면 관광업을 포함한 3차 산업이 79.2%를 차지하는 반면 1차 산업은 5.4%, 2차 산업은 15.4%로 저조한 편이다. 오키나와는 태평양 고기압의 남쪽에 위치하여 열대성 저기압이 발생하는 해역에 가깝기 때문에 태풍 발생 시즌인 9월 초부터 11월 초까지 오키나와의 날씨가 험악해져 오키나와를 오가는 여객기가 결항하기 쉽다. 하지만 9월은 기온이 높지만 비수기이기 때문에 여름과 거의 같은 조건으로 저렴하게 여행할 수 있다.
태평양 전쟁 말기 미군이 점령한 이후 1972년까지 이른바 오키나와현 반환이 이루어질 때까지 미국의 통치를 받았다. 미군의 일본 복귀 후에도 미군 기지가 상주하고 있으며 지금까지도 오키나와현의 중요한 현안으로 남아 있다.
격투기계에서는 가라테의 발상지(류큐 가라테)로 세계적으로 유명하며, 수많은 외국인 문하생들이 현내의 가라테 도장에 입문하여 수련하고 있다. 복싱에서는 이시가키시 출신의 구시켄 요시타카를 비롯해 수많은 세계 챔피언과 명선수를 배출했다.

## 지리

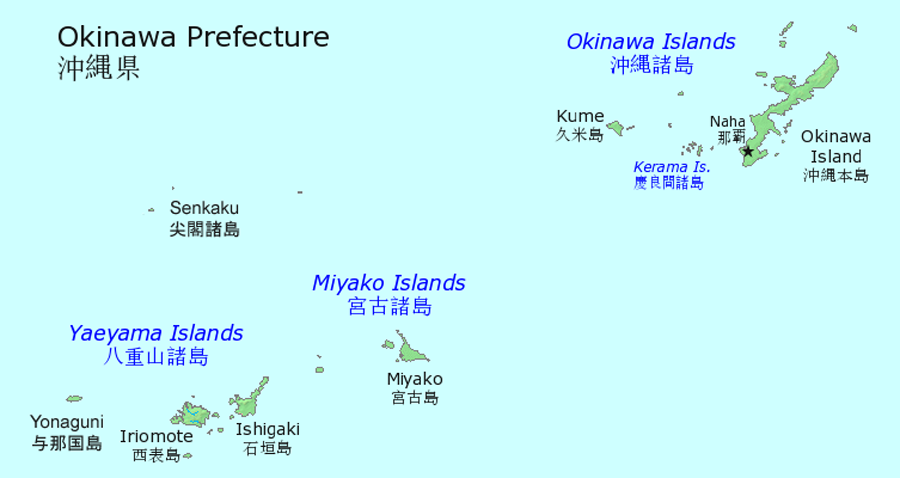
오키나와현의 섬들

오키나와현은 40개의 유인도와 수많은 무인도로 이루어져 있다.
0.01km² 이상의 면적을 가진 섬은 160여개에 달한다.
최동단에서부터 최서단까지의 거리는 약 1,000km에 달하며 최북단에서 최남단까지의 거리는 약 400km이다.
- 최동단: 기타다이토섬(北大東島)
- 최서단: 요나구니섬(與那國島)
- 최남단: 하테루마섬(波照間島)
- 최북단: 이오토리섬(硫黄鳥島)

낙도가 많으며 낙도의 의료 환경은 인력 부족과 재정적 이유로 인해 부족한 실정이며 병원 없이 진료소만 설치되어 있는 섬도 많다.
그 때문에 낙도에서 치료가 곤란한 응급 환자라든가 중병에 걸린 환자의 이송은 해상자위대나 일본 해상보안청, 항공자위대에서 시행한다.
미야코섬(宮古島)와 이시가키섬(石垣島)에는 현립병원이 있어 오키나와섬이 먼 낙도에서 급히 공수될 때 가는 경우가 많다.
현청 소재지인 나하시의 반경 1,000km 내에는 타이베이, 후쿠오카, 상하이, 푸저우가 있고, 1,500km 내에는 오사카, 서울, 마닐라, 홍콩 등이 있어 동북아시아·동남아시아·일본의 중간 지점이라고도 말할 수 있는 위치에 있다.
오키나와섬은 남부의 나하시(317,000명)와 중부의 오키나와시(141,000명)를 중심으로 한 섬의 남부와 중부 17개 시정촌에 섬 인구의 91%(오키나와현 전체 인구의 82.8%)인 120만 명의 인구가 밀집해 있다.
아열대 기후를 띠기에 생물에게 매우 적합한 기후를 타고나 귀중한 동식물이 많다.
이리오모테섬과 이시가키섬의 일부가 국립공원으로 지정되어 있으며 이리오모테살쾡이 등의 귀중한 생물이 많이 있다. 덧붙여 일본의 중요 습지 500개 가운데 54개가 오키나와현 내에 있다.
연간 강수량은 많지만 장마와 태풍에 의한 강우가 많고 매년 편차가 크며 큰 하천이 없어 곧바로 바다로 유입되는 양이 많기 때문에 만성적인 물 부족에 시달렸다. 특히 1946년에 비해 인구가 2배 이상으로 급증함에 따라 물 부족은 더욱 심화되었다.
단수가 일상화되었으며 1981년부터 1982년 사이의 최악의 갈수기에는 326일 단수라는 기록을 세운 바 있다. 그 때문에 지붕 위에 물탱크를 설치한 가정이 많다. 그러나 수도 사업이 진행됨에 따라 단수가 되는 일은 거의 사라졌다.
일본의 영토 중 그나마 지진이 적은 편에 속한다.
인구 밀도는 전 일본의 도도부현 가운데 9위이며 규슈 권역에서는 2번째이다.

### 기후
야에야마 제도는 열대 기후로 열대 우림 기후에 속하며 그 이외의 지역은 온대 기후에 속한다.
오키나와현 각 지방 모두 고온 다습하고 연 강수량은 2,000mm 이상이며 연평균 기온은 약 22도이다.
오키나와 지방은 동아시아에서 생겨난 많은 태풍이 접근한다.
대한민국의 해수욕장들이 7월 상순에 개장하여 8월 말에 폐장하는 반면 오키나와 지역의 해변들은 3월 중순부터 11월 하순까지 물놀이를 즐길 수 있어서 대한민국을 비롯한 중국, 홍콩, 대만, 인도네시아 등 주변 국가들 관광객들의 발길이 끊이지 않는다. 다만 열대 지역 특성상 물뱀과 독성 해파리가 많은 관계로 안전 펜스가 설치되어 있는 해변가에서만 물놀이를 즐겨야 하며, 통제 요원의 지시에 따라야 한다.
1977년 2월 17일에 구메섬(久米島)의 측후소에서 처음으로 눈이 관측되었다(실제로는 진눈깨비였지만 분류상은 눈과 동일하게 기록된다). 이 기록은 일본 기상청이 공식으로 발표한 강설 기록인 것과 동시에 오키나와현의 기상관측 사상 최초의 적설 기록이다.

### 공해
2005년부터 2007년까지 매년 6월에 장마전선의 영향을 받아 폭우와 번개가 오키나와 본섬을 강타하여 각지에서 관수, 산사태, 절벽 붕괴 등이 잇따랐다. 평년에는 연중 강수량이 많지만 장마와 태풍으로 인한 강우량이 많아 해마다 변동이 크며, 큰 하천이 없어 바로 바다로 흘러가는 등 지형적 원인으로 물 부족에 자주 시달린다. 또한 1946년 약 51만 명이었던 인구가 본토 복귀인 1972년에 약 96만 명으로 증가하여 수급 관계로 인해 1990년대 초반까지 종종 물 부족으로 인한 단수가 이루어졌다. 특히 1981년과 1982년 가뭄에는 일본에서 가장 긴 326일 동안 제한급수가 실시되었다. 이 때문에 지붕 위 등에 물탱크를 설치한 집이 많았다. 그러나 오키나와 본섬 북부에서 남부로 도수가 진행되었고, 1997년에 기후에 영향을 받지 않고 안정적으로 물을 공급할 수 있는 해수담수화 시설이 기타타니정에 완공되면서 2005년엔 오키나와현 인구가 약 136만 명으로 증가했지만 단수 피해를 입는 일은 줄어들었다.

## 역사
오키나와현 중 류큐 열도에 속하는 섬들은 과거 류큐 왕국을 이뤘던 곳으로, 고려(태조 왕건) 시대에 고려에도 속국임을 자처한 곳이다. 이후 삼별초 세력이 자리를 잡은 곳으로 추정하고 있다.
하지만 이곳은 나중에 사쓰마번의 지배를 받게 되었고 메이지 시대(1879년)에는 완전히 일본 제국에 병합되었다(류큐 처분).
태평양 전쟁 기간에는 구 일본군과 미군의 전쟁터가 되었으며 오키나와인들은 일본의 강요로 인해 서로 죽고 죽이는 비극이 벌어졌다. 제2차 세계 대전이 끝난 직후부터는 미국의 지배를 받다가 1972년 오키나와 반환으로 일본에 다시 편입되었다. 미군은 이곳을 일본에 반환했지만 여전히 일본 내 대다수의 미군 기지가 이곳에 많이 존재하고 있다.
2022년 1월 27일에 오키나와현 경찰이 폭도들에게 습격당하는 사건이 발생하기도 했다.

## 지역

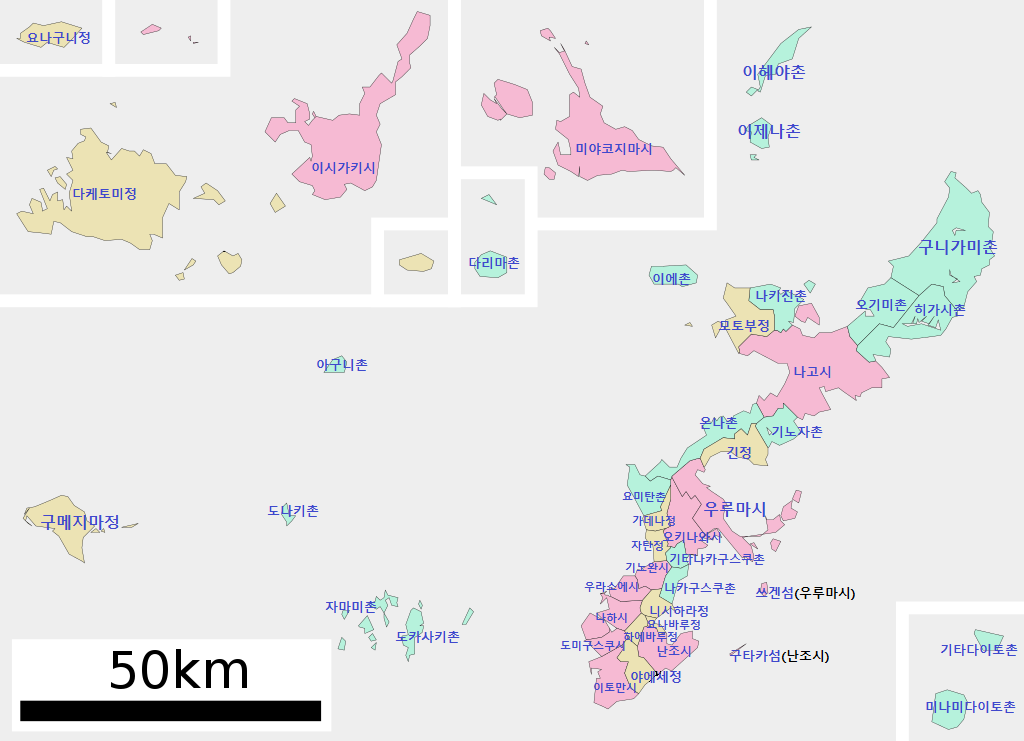
오키나와현의 지도

| 오키나와 제도 ( 沖縄諸島 ) 오키나와섬 ( 沖縄本島 ) 북부와 그 주변 나고시 ( 名護市 ) 구니가미군 ( 国頭郡 ) 구니가미촌 ( 国頭村 ), 오기미촌 ( 大宜味村 ), 나키진촌 ( 今帰仁村 ), 모토부정 ( 本部町 ), 온나촌 ( 恩納村 ), 기노자촌 ( 宜野座村 ), 긴정 ( 金武町 ), 히가시촌 ( 東村 ), 이에촌 ( 伊江村 ) 시마지리군 ( 島尻郡 ) 이헤야촌 ( 伊平屋村 ), 이제나촌 ( 伊是名村 ) 오키나와섬 중부와 그 주변 우루마시 ( うるま市 ) 오키나와시 ( 沖縄市 ) 기노완시 ( 宜野湾市 ) 우라소에시 ( 浦添市 ) 나카가미군 ( 中頭郡 ) 요미탄촌 ( 読谷村 ), 가데나정 ( 嘉手納町 ), 자탄정 ( 北谷町 ), 기타나카구스쿠촌 ( 北中城村 ), 나카구스쿠촌 ( 中城村 ), 니시하라정 ( 西原町 ) | - 나하시(那覇市) - 현청 소재지. - 도미구스쿠시(豊見城市) - 이토만시(糸満市) - 난조시(南城市) - 시마지리군(島尻郡) - 요나바루정(与那原町), 하에바루정(南風原町), 야에세정(八重瀬町), 도카시키촌(渡嘉敷村), 자마미촌(座間味村), 아구니촌(粟国村), 도나키촌(渡名喜村), 미나미다이토촌(南大東村), 기타다이토촌(北大東村), 구메지마정(久米島町) |

## 경제

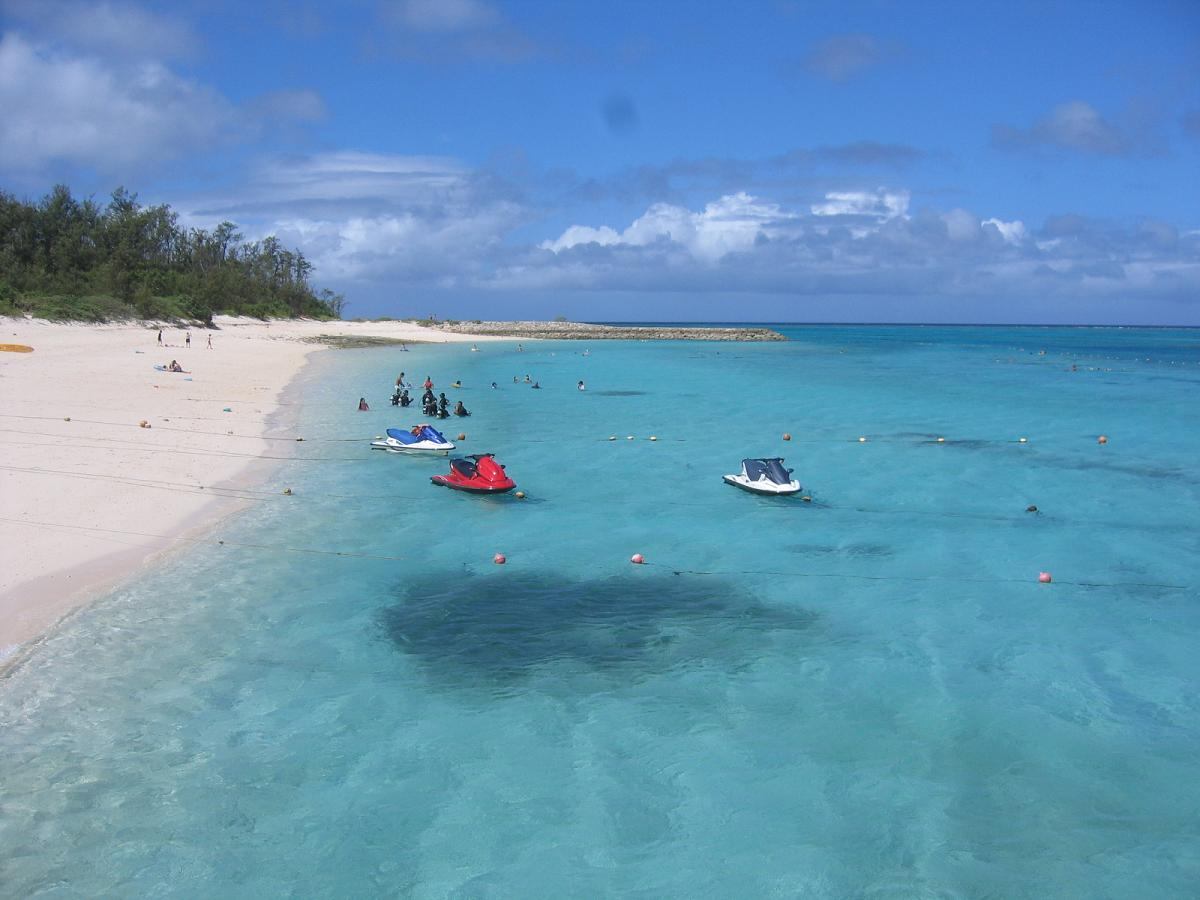
민나지마 해변

2003년의 오키나와 현내 총생산은 약 3조 5,755억 엔이고, 1인당 현민 소득은 일본 최하위로 일본 전국 평균의 70% 수준이고, 실업률도 높은 편이다.
일본 본토에서 공수해야 하는 식품, 가전제품, 자동차 등은 수송비로 인해 본토에 비해 높은 가격대에 팔린다.
전통, 역사, 자연을 살린 관광 산업이 번성하고 수학여행의 수요도 많고, 대한민국을 비롯한 동남아 지역 관광객들이 단골로 많이 찾는다.
방문하는 외국인 관광객의 국적을 보면 대만(75%), 미국(11%), 대한민국(4%), 홍콩(2%), 중화인민공화국(2%) 순이며(2002년), 관광객 수는 715만~720만 명(니혼케이자이 신문, 2015.3.21)이다.
일본에서 유일하게 열대, 아열대성 기후를 살린 파인애플, 망고, 파파야 등의 열대 과일이나 사탕수수 등의 농사가 번성하다.

## 교육

### 국공립대학
- 류큐 대학
- 오키나와 간호대학(沖縄県立看護大学)
- 오키나와 현립 예술대학(沖縄県立芸術大学)
- 공립 메이오 대학(名桜大学)

### 사립대학
- 오키나와 대학(沖縄大学)
- 오키나와 국제대학(沖縄国際大学)
- 오키나와 그리스도교학원 대학(沖縄キリスト教学院大学)
- 오키나와 여자 단기대학(沖縄女子短期大学)
- 오키나와 그리스도교 단기대학(沖縄キリスト教短期大学)

## 문화

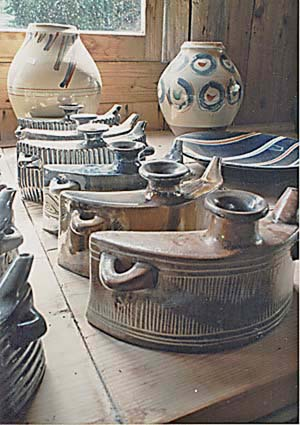
오키나와의 전통 도자기

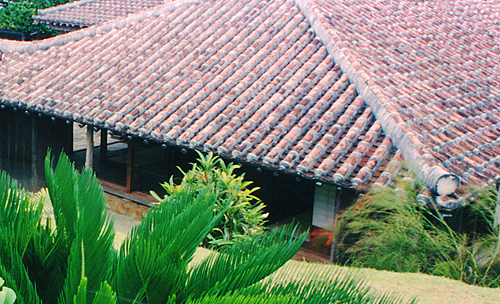
오키나와의 전통 가옥

일본에서 가장 독특한 문화가 나타나는 곳이다.
이곳은 과거에 류큐 왕국이 있던 곳이었고 문화도 일본 문화와는 다른 양상을 보이는 곳이다. 미군이 주둔하고 있는 곳으로 미국 문화의 영향도 받았다.

### 신앙과 종교
오키나와 지역의 전통 신앙은 혼슈를 중심으로 발달한 신토의 원형인 애니미즘 신앙을 바탕으로 하고 있다.
류큐 왕국 시대 이전부터 불교가 들어왔지만, 왕족이나 일부 상층 계급 사이에서만 믿었을 뿐이며 백성들에게는 깊숙히 보급되지 못한 채 장례 풍습 등에 융화되었다.
무덤은 자연의 구멍 등을 사용한 암음묘(岩陰墓)나 벼랑을 판 굴입묘(掘込墓)로부터 중국의 영향을 받은 귀갑묘(亀甲墓)로 바뀌어 현재는 파풍묘(破風墓)가 일반적이다.
전통적으로 풍장이나 세골 등으로 장례를 치르다 현대에는 화장으로 장례를 치르는 일이 많아졌다.

### 요리
불교의 영향이 약했던 일로부터 본토와 같이 육식의 금기가 없었기 때문에 돼지고기 요리가 전통적으로 발달하였으며, 염소의 고기를 먹기도 한다.
돼지의 혈액을 이용한 치이리치(チーイリチー)는 오키나와현만의 독특한 음식으로, 식생활에는 홋카이도산 다시마가 잘 사용된다.
- 참프루(チャンプルー): 고야(여주) 등의 채소와 두부를 볶은 오키나와의 전통 요리
- 오키나와 소바(沖縄そば)
- 아와모리(泡盛): 쌀로 만든 증류식 소주

미국 점령기 미국 문화의 영향으로 생겨난 요리도 있다.
- 타코라이스(タコライス): 타코와 밥을 이용한 요리
- 스팸

## 인구
2015년도 인구조사 결과, 지난 2010년에 비해 오키나와현의 인구는 약 4만 명(2.9%) 증가하였으며 도도부현별로는 도쿄도 (2.7%)를 제치고 전국에서 가장 높은 인구 증가율을 기록했다 . 인구별로는 처음으로 65세 이상 인구가 15세 미만 인구를 넘어섰다. 지역별로 보면 오키나와 본섬 중부와 남부에서 증가했고, 오키나와 본섬 북부와 이시가키섬을 제외한 대부분의 낙도에서는 감소했다. 국립사회보장-인구문제연구소는 2025년에 143만 3천명까지 증가할 것으로 예측하고 있으며, 2010년 자연증가율은 인구 천명당 5.0명 증가로 전국에서 가장 높았으나, 사회증가율은 해마다 증감 변동이 있다. 또한 2010년도 합계출산율은 1.87명으로 1975년 이후 연속 전국 1위를 유지하고 있으며, 2015년도 인구조사에 따르면 65세 이상 인구 비율(19.6%)이 조사 시작 이후 처음으로 15세 미만(17.4%)을 상회했다. 조 사망률은 남녀 모두 전국에서 가장 낮지만, 연령 조정 사망률은 전국 평균에 가깝고, 특히 성인 남성은 전국 3위 이상의 연령 조정 사망률을 보이고 있다. 오키나와현에 거주하는 외국인은 국적별로는 2010년 현재 미국(미군 및 그 관계자는 포함되지 않음)이 가장 많다. 2015년도 인구조사에서 오키나와현에 거주하는 외국인은 11,020명으로 2010년도보다 3,369명(44%) 증가한 것으로 나타났다.
또한 인구 통계에 포함되지 않는 재오키나와 미군 및 군속과 그 가족 수는 2013년 기준 47,300명에 달한다.
2016년 오키나와현에 입국한 관광객 통계는 연간 8,613,100명으로 역대 최고치를 기록했으며, 하루 평균 약 23,500명이다.
또한 현외에서 부임한 자위대원이나 국가 파견 기관의 파견 공무원도 다수 존재하기 때문에 이들을 포함하면 겉으로 보이는 인구는 통계보다 7~10만 명 더 많다.
| 연도 | 인구      | ±%      |
| ---- | --------- | ------- |
| 1873 | 166,789   | —       |
| 1920 | 572,000   | +242.9% |
| 1930 | 578,000   | +1.0%   |
| 1940 | 575,000   | −0.5%   |
| 1950 | 915,000   | +59.1%  |
| 1960 | 883,000   | −3.5%   |
| 1970 | 974,057   | +10.3%  |
| 1975 | 1,069,228 | +9.8%   |
| 1980 | 1,107,000 | +3.5%   |
| 1985 | 1,177,465 | +6.4%   |
| 1990 | 1,222,000 | +3.8%   |
| 1995 | 1,272,031 | +4.1%   |
| 2000 | 1,318,220 | +3.6%   |
| 2005 | 1,360,224 | +3.2%   |
| 2010 | 1,392,818 | +2.4%   |
| 2015 | 1,433,566 | +2.9%   |
| 2020 | 1,457,162 | +1.6%   |

## 방송사
- NHK 오키나와 방송국
- 오키나와 TV 방송 (OTV, 후지 TV 계열)
- 류큐 아사히 방송 (QAB, TV 아사히 계열)
- 라디오 오키나와 (ROK, NRN 계열)
- FM 오키나와 (JFN 계열)

## 교통

### 항공
| 오키나와현 내 주요 공항 - 나하 공항(허브 공항) - 이시가키 공항(현재 폐쇄됨, 지금은 신이시가키 공항으로 대체) - 미야코 공항 - 구메지마 공항 - 요나구니 공항 - 기타다이토 공항 - 미나미다이토 공항 - 아구니 공항 - 게라마 공항 본토와 오키나와현 간 노선 - 도쿄도 하네다 공항과 나리타 국제공항 - 나고야시 주부 국제공항 - 오사카부 간사이 국제공항, 이타미 공항 - 후쿠오카 공항 - 신치토세 공항(계절편 한정) | - 대한민국 서울 아시아나항공 주7회 운항 - 대한민국 부산 아시아나항공 주7회 운항 - 대한민국 서울 진에어 주7회 운항 - 대한민국 부산 진에어 주7회 운항 - 대한민국 서울 제주항공 주7회 운항 - 대한민국 서울 티웨이항공 주7회 운항 - 대한민국 대구 티웨이항공 주5회 운항 - 대한민국 서울 이스타항공 주7회 운항 - 대한민국 서울 피치 항공 주7회 운항 - 중화민국 타이완 타오위안 국제공항 피치 항공 주7회 운항 - 홍콩 피치 항공 주4회 운항 - 필리핀 마닐라 필리핀 항공 - 중화민국 타이베이 중화항공 주11회 운항 - 중화인민공화국 상하이 중국동방항공 주4회 운항 - 홍콩 캐세이 드래곤 항공 주2회 운항 |

| - 오키나와 도시 모노레일선 | - 고속도로 - 오키나와 자동차도 - 나하 공항 자동차도 - 국도 - 국도 제58호선 - 국도 제329호선 - 국도 제330호선 - 국도 제331호선 - 국도 제332호선 - 국도 제390호선 - 국도 제449호선 - 국도 제505호선 - 국도 제506호선 - 국도 제507호선 - 현도 - 오키나와현의 현도 목록 |

| - 나하 버스 주식회사 - 동양 버스 주식회사 - 오키나와 버스 주식회사 - 주식회사 류큐 버스 교통 - 730 |

#### 기타

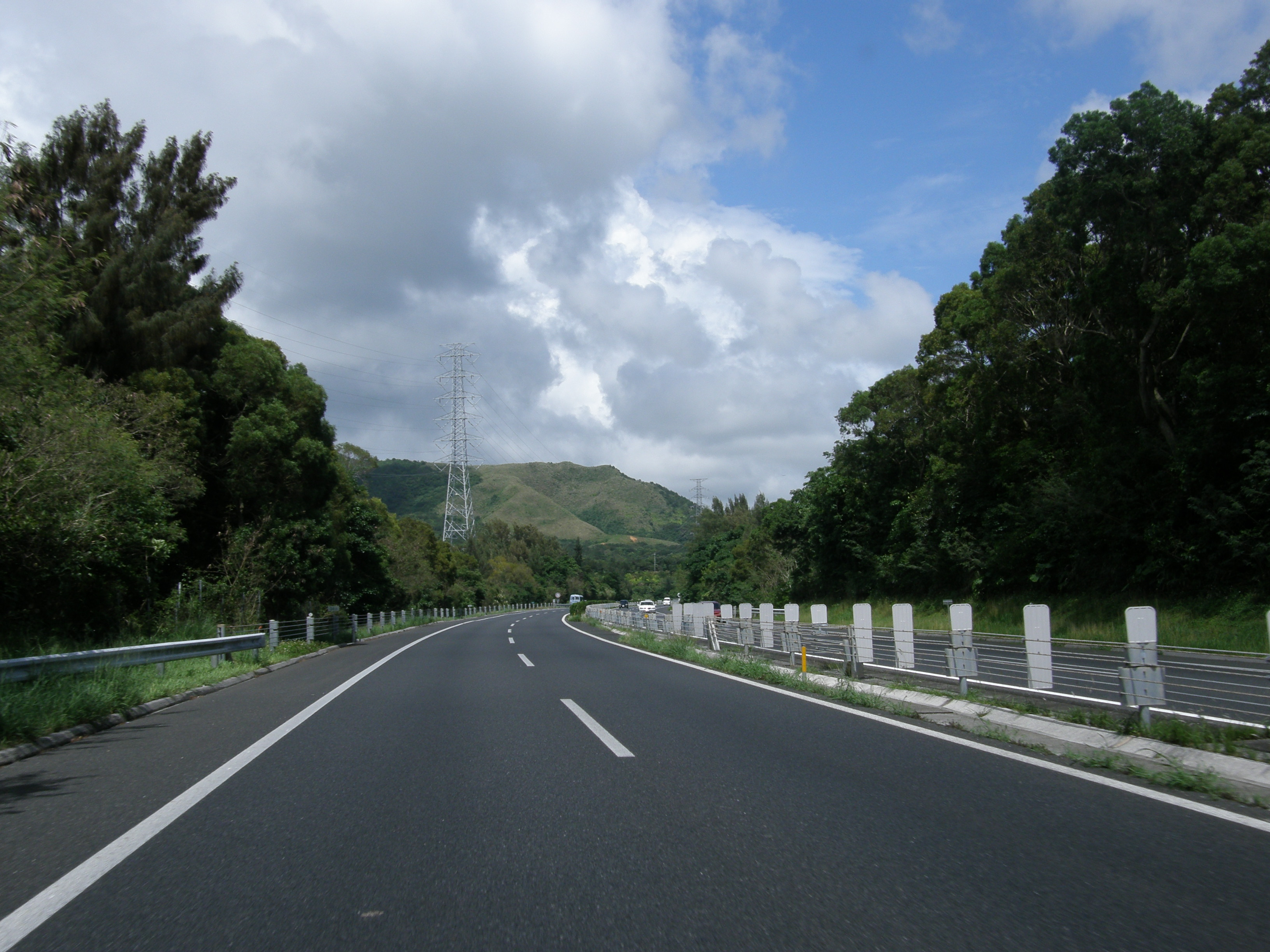
오키나와 자동차도 (이시카와 나들목 ~ 이케이 휴게소 사이 구간)

## 오키나와현을 무대로 한 작품
| - 추라산 - 닥터 고토 진료소 | - 소나티네 - 눈물이 주룩주룩 - 킬빌 - 자살관광버스 | - 톱을 노려라! - 블러드+ |

## 자매 지역
| 국가     | 지역           |
| -------- | -------------- |
| 대한민국 | 제주특별자치도 |

## 같이 보기
- 오키나와섬
- 오키나와 반환
- 류큐 민족
- 류큐 독립운동 (류큐공화국으로 분리독립 목표)
- 가리유시 클럽 (류큐독립당)
- 중국인의 오키나와현에 대한 인식(일본어판)